# Garri Abielew
Garri Izrajlewicz Abielew (ros. Гарри Израйлевич Абелев; ur. 10 stycznia 1928 w Moskwie, zm. 23 grudnia 2013 tamże) – radziecki i rosyjski immunolog, członek korespondent Akademii Nauk ZSRR (1987) .

## Życiorys
Absolwent Moskiewskiego Uniwersytetu Państwowego im. M.W. Łomonosowa z 1950, od 1964 był tam profesorem. W latach 1950–1977 współpracował z Instytutem Epidemiologii i Mikrobiologii, od 1977 kierował laboratorium Instytutu Karcynogenezy Centrum Onkologicznego Akademii Nauk Medycznych ZSRR. Pracował nad teoretycznymi założeniami immunodiagnostyki w onkologii . W 1978 został laureatem Nagrody Państwowej ZSRR. Pochowany na Cmentarzu Wostriakowskim w Moskwie.